# Огњен Стојаковић
Огњен Стојаковић (Београд, 29. септембар 1981) је српски кошаркашки тренер. Тренутно ради као помоћни тренер у Денвер нагетсима.

## Тренерска каријера
Стојаковић је тренерску каријеру започео у ФМП-у из Београда. У августу 2004. Стојаковић је постао тренер омладинског погона ФМП. После скоро седам година напустио је ФМП на крају сезоне 2010/11.

### Денвер нагетси (од 2013)
Стојаковић је почео да ради с Денвер нагетсима у сезони 2013/14. У Нагетсима је три сезоне радио као помоћни видео координатор. На почетку сезоне 2016/17. унапређен је у помоћног тренера за развој играча. Пре сезоне 2019/20. постао је директор одсека за развој играча. На НБА ол-стар утакмици 2023. био је помоћни тренер за Тим Леброн под вођством Нагетсовог главног тренера Мајкла Малона.
Стојаковић је освојио НБА првенство када су Нагетси победили Мајами хит у финалу из 2023. Трећи је српски тренер који је као помоћник главног тренера освојио НБА титулу. Пре њега су то урадили Игор Кокошков с Пистонсима 2004. и Дејан Милојевић с Вориорсима 2022.

## Успеси
- С Денвер нагетсима првак дивизије 2018/19, 2019/20, 2022/23.
- С Денвер нагетсима у плеј−офу за 2023. првак Западне конференције.
- С Денвер нагетсима првак НБА лиге 2022/23.